# Dimitrij (Jelisejev)
Dimitrij (světským jménem: Vitalij Viktorovič Jelisejev; * 1. listopadu 1961, Szolnok) je ruský duchovní Ruské pravoslavné církve a metropolita čitský a petrovsk-zabajkalský.

## Život
Narodil se 1. listopadu 1961 v maďarském Szolnoku v rodině vojáka.
Roku 1978 dokončil střední školu č. 2 sídla Kubinka. Poté pokračoval na Kyjevské vyšší učiliště inženýrů tanků.
V letech 1983–1997 sloužil na různých pozicích v Zabajkalském vojenském okruhu. Poslední vojenskou funkcí byl důstojník štábu Zabajkalského vojenského okruhu. Má hodnost majora.
Dne 15. prosince 1997 se stal osobním sekretářem biskupa čitského a zabajkalského Innokentija (Vasiljeva).
Roku 1998 dokončil pastorační kurzy při eparchiální správě a dne 8. března byl v chrámu Vzkříšení Krista v Čitě biskupem Innokentijem rukopoložen na diákona. Dne 10. května 1998 byl stejným biskupem rukopoložen na jereje. O den později byl jmenován představeným chrámu Proměnění Páně v Čitě.
Dne 15. září 1999 byl jmenován blagočinným Čitského okruhu a 6. listopadu zástupcem sekretáře čitské eparchie.
Dne 6. prosince 2001 byl v chrámu Proměnění Páně biskupem čitským a zabajkalským Jevstafijem (Jevdokimovem) postřižen na monacha se jménem Dimitrij na počest svatého Dimitrije, metropolity rostovského.
Dne 12. července 2002 byl jmenován zpovědníkem duchovních a monachů čitské eparchie.
Dne 22. května 2003 byl ustanoven vojenským kaplanem Zabajkalského kozáckého vojska.
Dne 6. dubna 2004 byl povýšen na igumena.
V letech 2004–2014 byl zpovědníkem Pravoslavného gymnázia svatého Innokentija Irkutského.
Ve dnech 27.–29. ledna 2009 se účastnil Místního soboru Ruské pravoslavné církve.
Dne 4. května 2009 byl jmenován představeným chrámu svatého Mikuláše v sídle Aginskoje, chrámu svatého Dimitrije v sídle Jasnogorsk, svatého archanděla Michaela v sídle Novorlovsk, svatého Vladimíra v sídle Mogojtuj, svatého Mikuláše v sídle Olovjannaja a svatého Jana Předchůdce ve vesnici Nižnij Casučej.
Dne 25. října 2009 se stal členem eparchiální rady.
Dne 24. srpna 2010 byl ustanoven blagočinným Čitského okruhu, představeným Uspenského monastýru a chrámu Proměnění Páně v Čitě.
Dne 1. září 2010 se stal vojenským kaplanem Zabajkalského kozáckého vojska a byl včleněn do kolegia vojenských duchovních Synodní komise pro interakci s Kozáky.
Od 1. prosince 2010 měl na starost vojenské a ozbrojené síly v čitské eparchii.
Roku 2011 dokončil dálkové studium na Moskevském duchovním semináři.
Dne 22. února 2013 byl jmenován vedoucím eparchiálního oddělení pro duchovní vzdělání a katechezi.
Dne 14. března 2014 byl ustanoven představeným chrámu svatého Innokentija Moskevského a 16. května blagočinným Čitského okruhu. Dne 16. června se stal předsedou eparchiální komise pro analýzu problémů farností a monastýrů. Dne 5. října 2014 byl jmenován blagočinným 2. Čitského okruhu, zástupcem předsedy komise pro atestaci kandidátů svěcení a vedoucím informačního a publikačního oddělení eparchie.
Dne 25. prosince 2014 jej Svatý synod zvolil biskupem něrčinským a krasnokamenským. Dne 4. ledna 2015 byl v katedrálním chrámu Kazaňské ikony Matky Boží v Čitě biskupem čitským Vladimirem (Samochinem) povýšen na archimandritu.
Dne 18. ledna 2015 byl v chrámu Vladimirské ikony Matky Boží Patriarchální rezidence v Moskvě oficiálně jmenován biskupem a 22. února proběhla v chrámu Krista Spasitele v Moskvě jeho biskupská chirotonie. Světiteli byli patriarcha moskevský a celé Rusi Kirill, patriarcha antiochijský a celého Východu Jan X., metropolita krutický a kolomenský Juvenalij (Pojarkov), metropolita volokolamský Ilarion (Alfejev), metropolita filippopolský Nifon (Sajkali), metropolita istrijský Arsenij (Jepifanov), biskup stavropolský a něvinnomysský Kirill (Pokrovskij), metropolita čitský a petrovsk-zabajkalský Vladimir (Samochin), biskup solněčnogorský Sergij (Čašin), biskup podolský Tichon (Zajcev).
Dne 3. června 2016 byl ustanoven dočasným správcem čitské eparchie.
Dne 27. prosince 2016 byl jmenován metropolitou čitským a zabajkalským, hlavou čitské metropole.
Od prosince 2016 do června 2017 byl dočasným správcem něrčinské eparchie.
Dne 3. ledna 2017 byl v chrámu Zesnutí přesvaté Bohorodice v Moskvě povýšen patriarchou Kirillem na metropolitu.
Dne 4. dubna 2019 byl znovu jmenován dočasným správcem něrčinské eparchie.